# ملعب تي دي بلايس
ملعب تي دي بلايس هو ملعب خارجي في أوتاوا، أونتاريو، كندا. يقع في لانسداون بارك، على الحافة الجنوبية لحي دجيلبي، حيث يعبر شارع بانك وقناة ريدو. هو موطن أوتاوا ريدبلاكس من الدوري الكندي لكرة القدم وأتلتيكو أوتاوا من الدوري الكندي الممتاز.
إن ساحة اللعب موجودة منذ سبعينيات القرن التاسع عشر، والاستاد الكامل منذ عام 1908. وقد استضاف الملعب لبطولات الاتحاد الدولي لكرة القدم والألعاب الأولمبية الصيفية.

## معرض صور

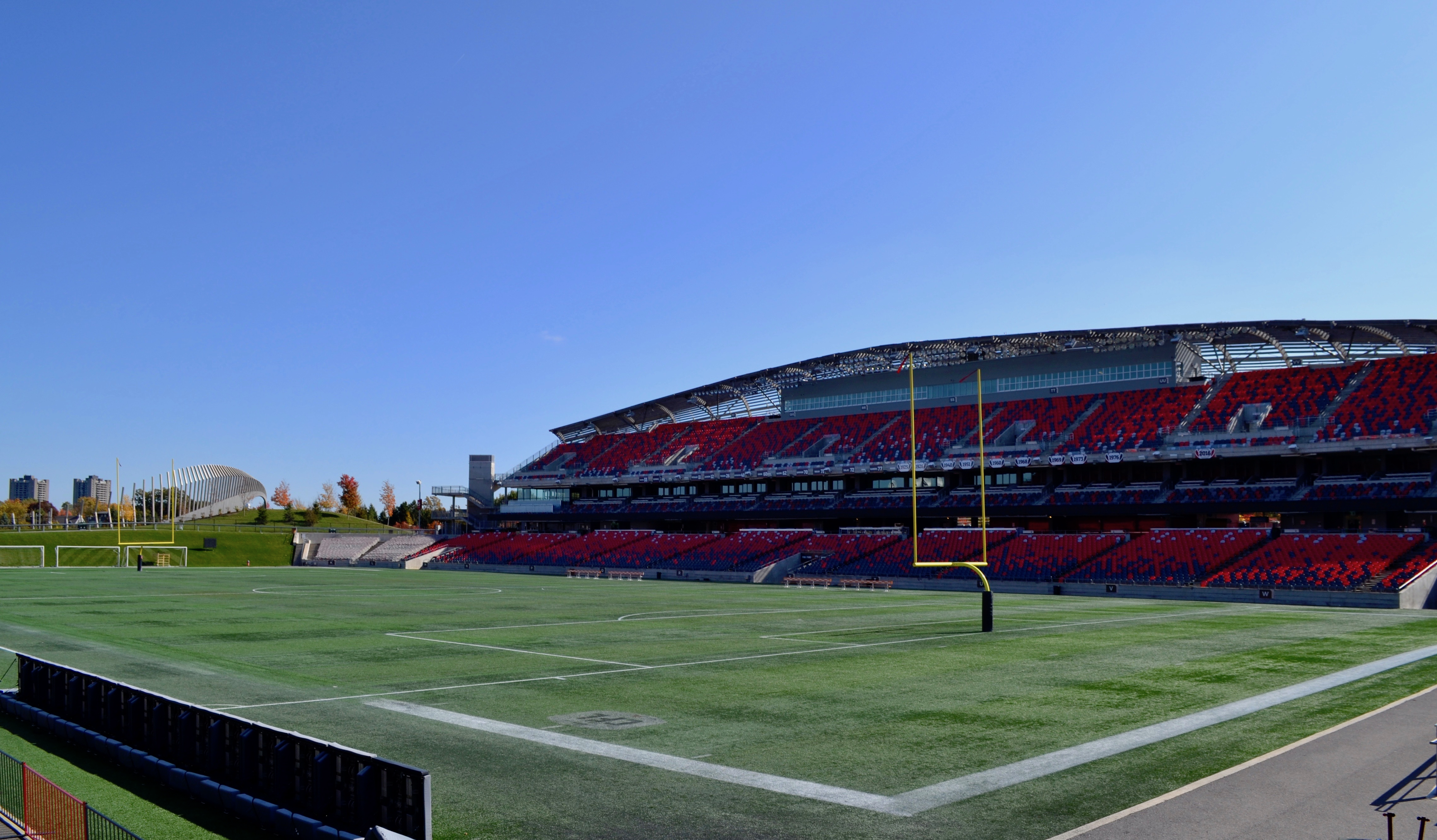
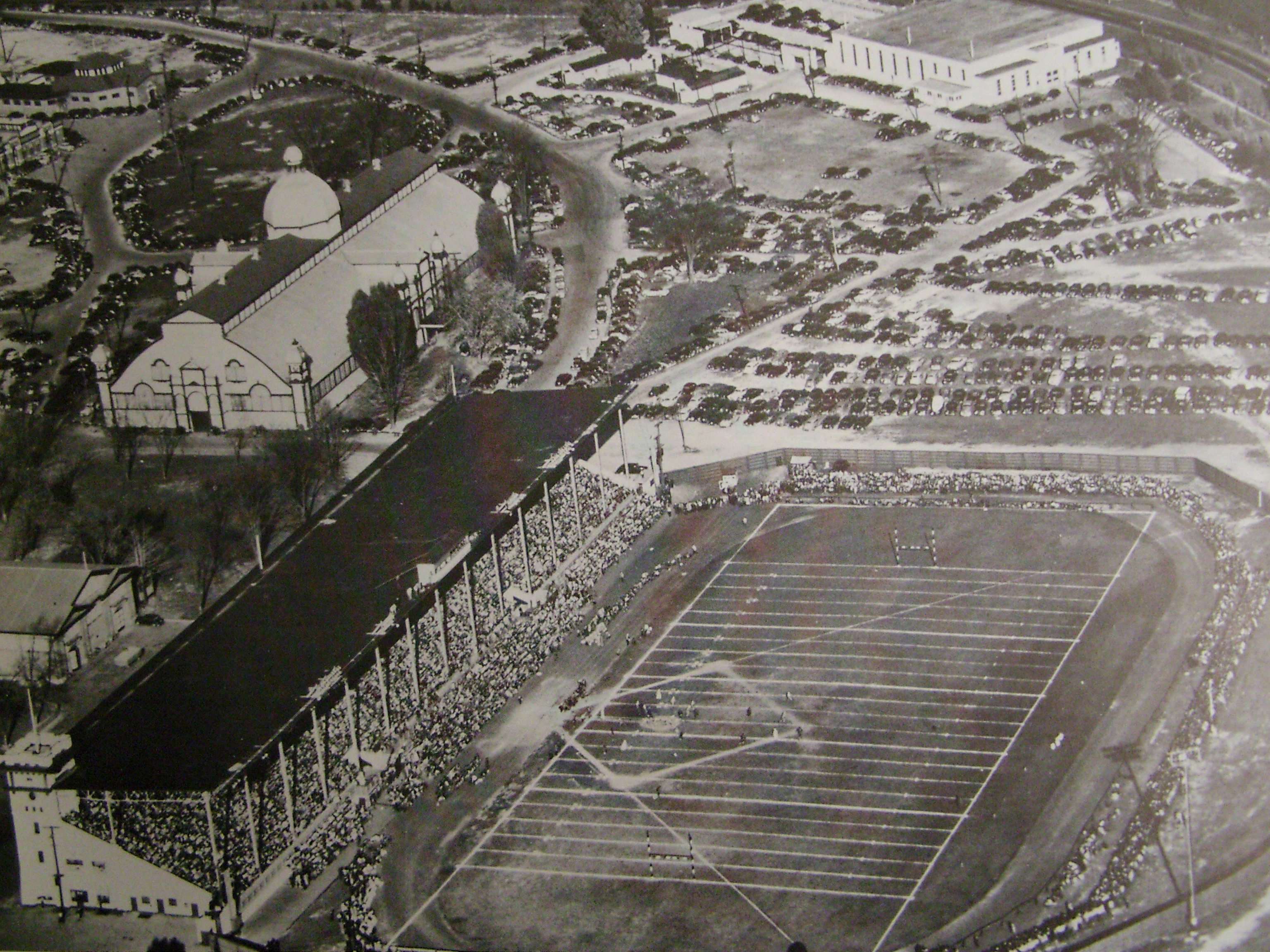
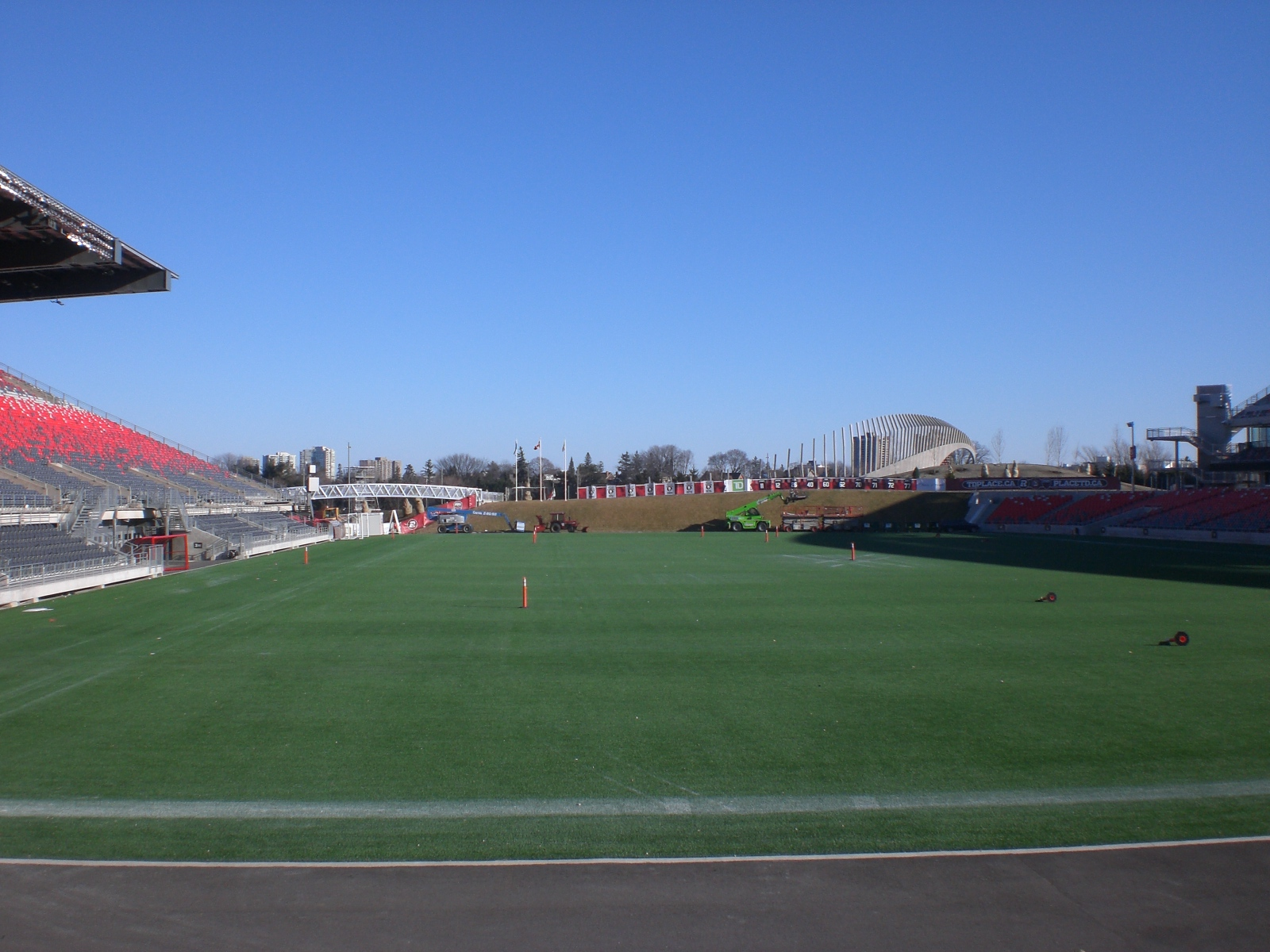
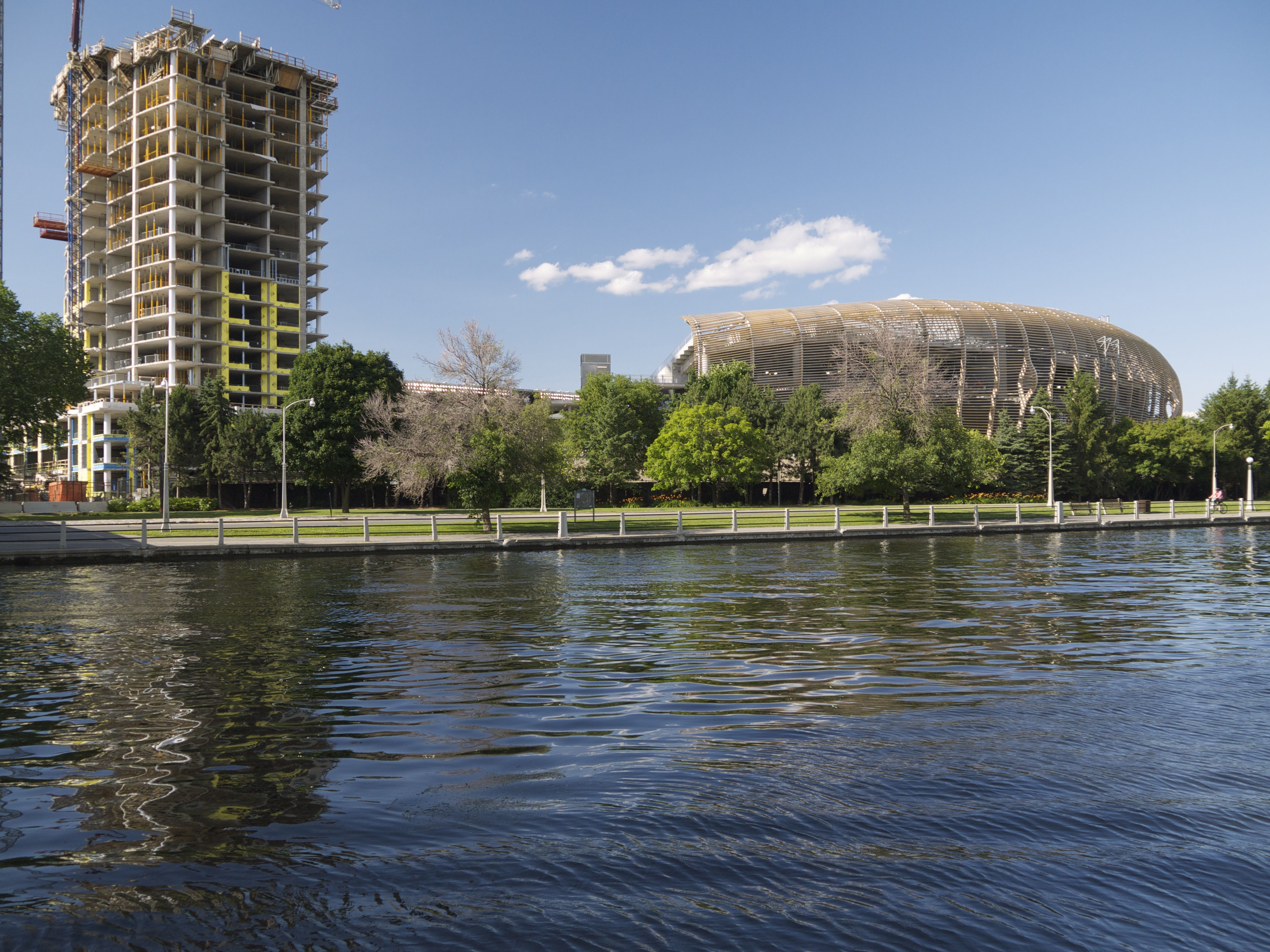
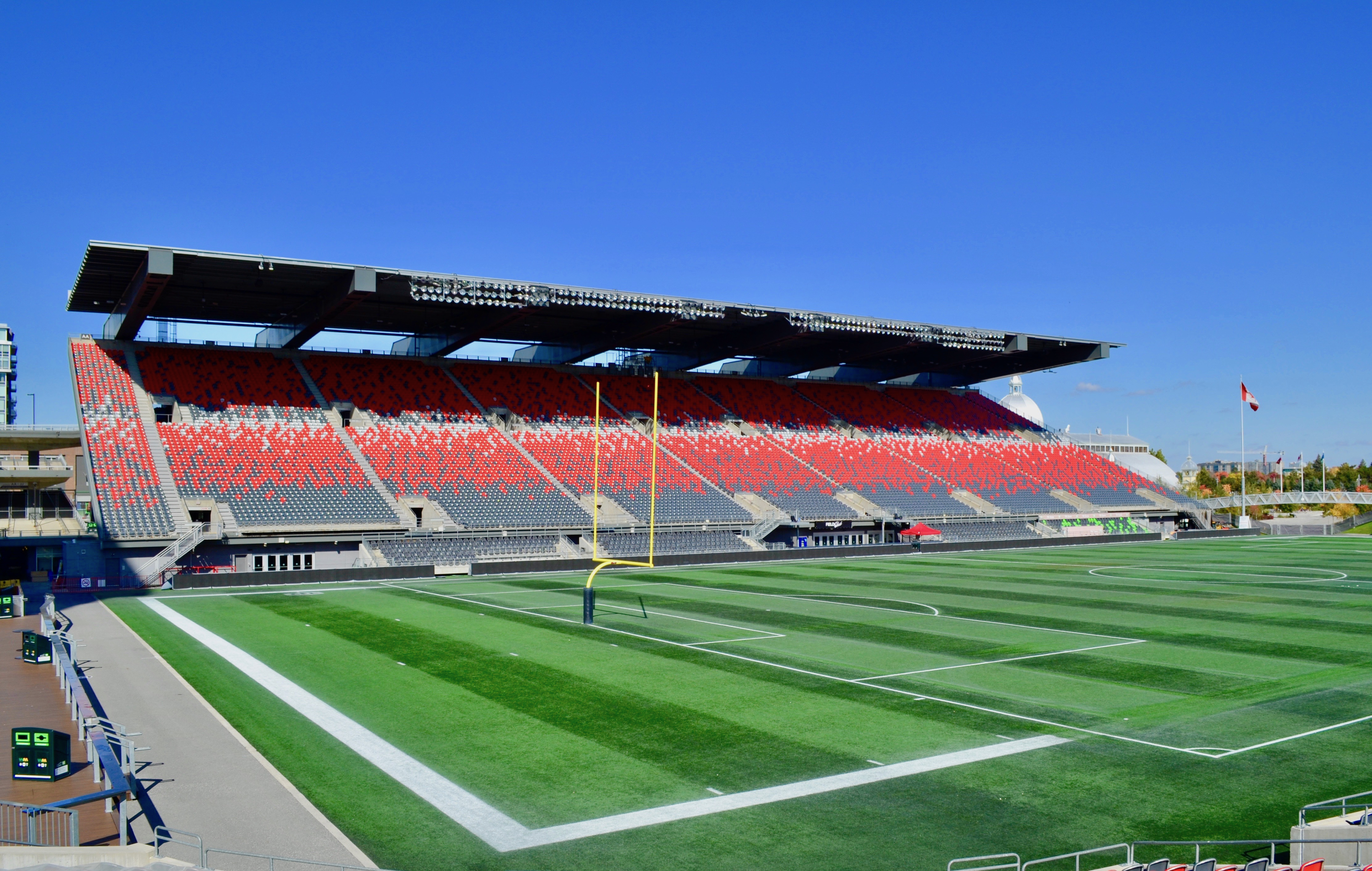
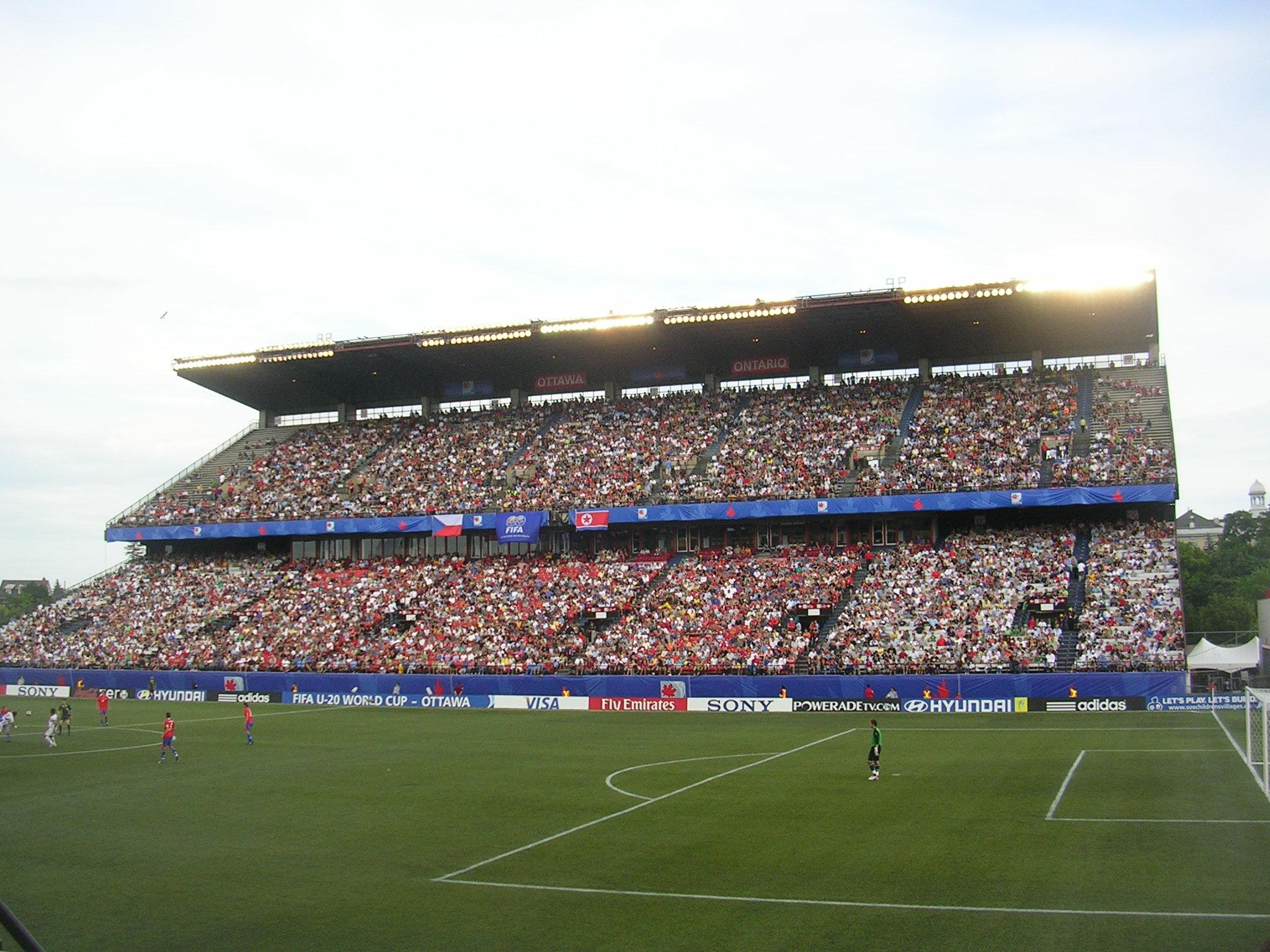